# Audouinella
Audouinella Bory de Saint-Vincent, 1823 é  nome botânico de um gênero de algas vermelhas pluricelulares da família Acrochaetiaceae.

## Espécies
Atualmente 65 espécies são aceitas taxonomicamente no gênero. Entre elas:
- Audouinella hermannii (Roth) Duby in De Candolle, 1830
- Lsta completa